# Hypostomus ventromaculatus
Hypostomus ventromaculatus is een straalvinnige vissensoort uit de familie van harnasmeervallen (Loricariidae). De wetenschappelijke naam van de soort is voor het eerst geldig gepubliceerd in 1968 door Boeseman.